# David Cerrajería
David Cerrajería Rubio (* 4. August 1983 in Valencia) ist ein ehemaliger spanischer Fußballspieler.

## Karriere
David Cerra, so sein Fußballername, wechselte 2005 von Alicante CF zur zweiten Mannschaft Valencias, FC Valencia B. Nachdem er in seiner ersten Saison ausschließlich für das B-Team aufgelaufen war, durfte er 2006/2007 für die Verletzten Asier del Horno und Emiliano Moretti in der ersten Mannschaft antreten. Somit kam David Cerra auf fünf Einsätze in der Primera División sowie einem in der Champions League. Um Spielpraxis zu sammeln wurde Cerra für die Saison 2007/2008 an Poli Ejido ausgeliehen, doch auch dort lief es zunächst nicht rund für ihn, so dass er gerade einmal auf vier Einsätze nach Ablauf der Hinrunde kam. In der Rückrunde wurde er Stammkraft in der Abwehr, konnte den Abstieg aus der Segunda División jedoch nicht verhindern.
Nach Leihende wechselte er im Sommer 2008 zum damaligen Zweitligisten UD Levante. Dort war er in der Saison 2008/09 noch Stammkraft. Im Laufe der Spielzeit 2009/10 wurden seine Einsätze seltener. Er kam 15 Mal zum Einsatz und stieg mit seiner Mannschaft am Saisonende in die Primera División auf. In der Saison 2010/11 kam er nur noch unregelmäßig zum Zuge. Nach drei Jahren verließ er Levante und schloss sich Zweitligist FC Córdoba an. Dort kam er in der Hinrunde 2011/12 auf zwölf Einsätze, verlor danach aber seinen Platz im Kader. Es folgten bis Saisonende drei weitere Einsätze. In der darauffolgenden Spielzeit wurde er gar nicht mehr berücksichtigt und löste seinen Vertrag im Januar 2013 auf.
Cerra war ein halbes Jahr ohne Klub, ehe er im Sommer 2013 bei AO Platanias in der griechischen Super League anheuerte. Dort verpasste er nach zwei Startelfeinsätzen zu Beginn zwei Drittel der Spielzeit 2013/14. Erst gegen Saisonende kam er als Einwechselspieler zum Zuge. Nach einem Jahr verließ er den Klub wieder. Er war 18 Monate ohne Verein, ehe ihn der rumänische Zweitligist Ceahlăul Piatra Neamț unter Vertrag nahm. Dort beendete er im Jahr 2016 seine Laufbahn.

## Erfolge
- Aufstieg in die spanische Primera División: 2010